# Самые красивые деревни России
Некоммерческое партнерство содействия сохранению и валоризации культурных, рекреационных и природных потенциалов села «Ассоциация самых красивых деревень» (АСКДР), также известное как ассоциация «Самые красивые деревни России» и ассоциация «Самые красивые деревни и городки России» — организация, объединяющая малые населённые пункты, выполнившие ряд критериев, в том числе относительно ухоженности и историчности архитектуры.
АСКДР была создана в 2014 году под патронажем ассоциации «Самые красивые деревни Франции», старейшей из международной федерации «Самые красивые деревни мира» (куда АСКДР теперь входит в качестве наблюдателя). Членство в таких ассоциациях привлекательно для поселений из-за туристического потенциала, возникающего после обретения статуса. В ассоциацию принимаются малые населённые пункты после их оценки в баллах по различным критериям, в том числе эстетическим, градостроительным, архитектурным, историческим, экологическим и туристско-инфраструктурными. В зависимости от количества полученных баллов поселение ассоциации может получить рейтинг вплоть до трёх звезд. Каждые 5 лет поселение должно получать подтверждение своего статуса. АСКДР периодически отправляет экспедиции для отбора претендентов в ассоциацию.
Первым членом ассоциации в 2015 году стало село Вятское Ярославской области, к тому моменту облагороженное меценатом Олегом Жаровым. Жители одной из первых деревень ассоциации, Кинермы, через полгода после получения статуса попросили оградить их от чрезмерного количества туристов. К началу 2018 года в АСКДР вошло 5 поселений, затем их стали принимать чаще. После того как в августе 2018 года в АСКДР вошёл первый город, Тотьма, в название бренда добавили слово «городки». В 2020 году Вятское было объявлено штаб-квартирой ассоциации. К началу лета 2021 года ассоциация получила около 2000 заявок на включение, проверило 650 поселений, включила в свой состав 23 из них. С 2021 года АСКДР работает вместе с Ростуризмом, с которым подписала соглашение.

## Список
| №  | Дата получения статуса | Название          | Регион                | Фотография |
| -- | ---------------------- | ----------------- | --------------------- | ---------- |
| 1  | 15 октября 2015        | Вятское           | Ярославская область   |            |
| 2  | 5 июня 2016            | Ошевенский Погост | Архангельская область |            |
| 3  | 10 июня 2016           | Кинерма           | Карелия               |            |
| 4  | 2 сентября 2016        | Десятниково       | Бурятия               |            |
| 5  | 19 февраля 2017        | Кимжа             | Архангельская область |            |
| 6  | 28 января 2018         | Кильца            | Архангельская область |            |
| 7  | 3 июня 2018            | Большой Куналей   | Бурятия               |            |
| 8  | 8 июля 2018            | Веркола           | Архангельская область |            |
| 9  | 11 августа 2018        | Тотьма            | Вологодская область   |            |
| 10 | 8 сентября 2018        | Суздаль           | Владимирская область  |            |
| 11 | 28 сентября 2018       | Ярикта            | Бурятия               |            |
| 12 | 23 июня 2019           | Старозолотовский  | Ростовская область    |            |
| 15 | 22 сентября 2019       | Хор-Тагна         | Иркутская область     |            |
| 16 | 21 сентября 2020       | Ферапонтово       | Вологодская область   |            |
| 17 | 22 сентября 2020       | Каргополь         | Архангельская область |            |
| 18 | 24 сентября 2020       | Зехнова           | Архангельская область |            |
| 19 | 3 октября 2020         | Черевково         | Архангельская область |            |
| 20 | 4 октября 2020         | Сольвычегодск     | Архангельская область |            |
| 21 | 5 октября 2020         | Лальск            | Кировская область     |            |
| 22 | 17 мая 2021            | Изборск           | Псковская область     |            |
| 23 | 21 мая 2021            | Старая Русса      | Новгородская область  |            |
| ?  | 20 июня 2021           | Ширяево           | Самарская область     |            |
| ?  | 21 июня 2021           | Смолькино         | Самарская область     |            |
| 28 | 2 июля 2021            | Ростов Великий    | Ярославская область   |            |
| ?  | 31 июля 2021           | Овсище            | Тверская область      |            |